# پل بیلبی
پل بیلبی (انگلیسی: Paul Bielby؛ زادهٔ ۲۴ نوامبر ۱۹۵۶) بازیکن فوتبال اهل بریتانیا است.
از باشگاه‌هایی که در آن بازی کرده‌است می‌توان به باشگاه فوتبال هادرزفیلد تاون، باشگاه فوتبال هارتل پول یونایتد، و باشگاه فوتبال منچستر یونایتد اشاره کرد.